# Skalka u Doks
Skalka u Doks é uma comuna checa localizada na região de Liberec, distrito de Česká Lípa‎.